# Chinese Television System
El Sistema de Televisión Chino (CTS, Chinese Television System, en chino 中華電視公司, Zhōnghuá Diànshì Gōngsī) es una estación de televisión abierta en la República de China (Taiwán).

## Historia
Fundada el 31 de octubre de 1971, CTS comenzó como una empresa conjunta entre el Ministerio de Defensa Nacional y el Ministerio de Educación. En el momento de su creación, CTS fue el único canal VHF de Taiwán. En 1998, el canal fue encargado por la República de China de proporcionar un «Gobierno Electrónico», que actuaría como una fuente de información para los funcionarios del Estado.
El 1 de julio de 2006 por virtud de la ley de medios de reforma del gobierno, el canal fue incorporado al Sistema de Radiodifusión de Taiwán (Taiwan Broadcasting System, TBS), el consorcio estatal de las televisiones públicas de Taiwán junto al Servicio de Televisión Pública (PTS) como el otro miembro del grupo. La absorción requiere la transferencia de los estudios principales de la estación de Taipéi a Kaohsiung en un lapso de cinco años. No obstante, CTS tendrá permitido continuar generando sus ingresos a través de publicidad tradicional y mantener su proporción de 60 % entretenimiento versus 40 % de noticias como antes.
El canal se encuentra actualmente en una campaña para recuperar su título como «autoridad del drama de Taiwán», por haber sido la casa de algunas de las series dramáticas más inolvidables de Taiwán.

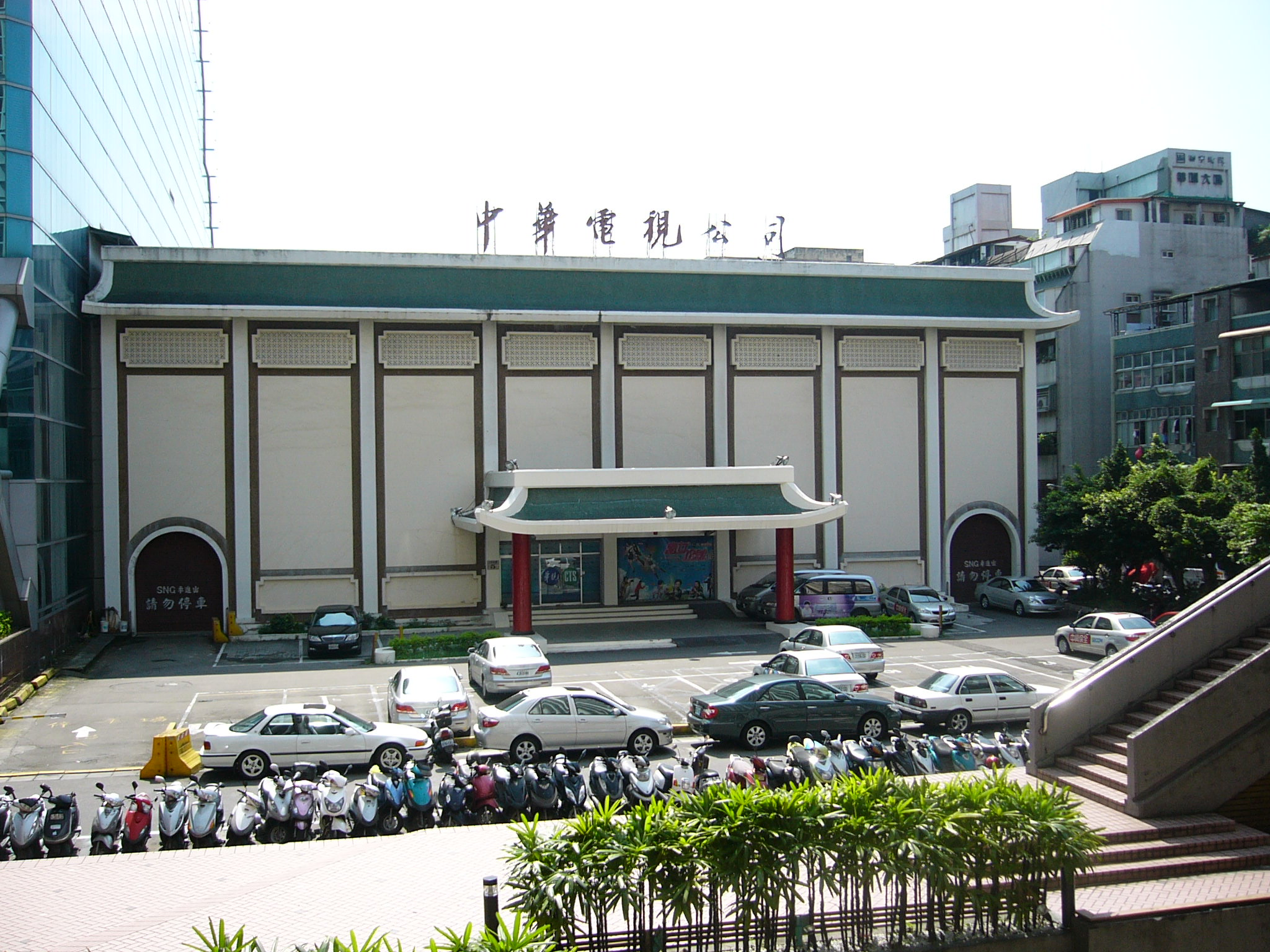
Studio de CTS

## Canales de CTS
- CTS canal principal (en analógico y digital)
- CTS Educación y Cultura (chino: 华 视 教育 文化 频道) (en analógico y digital)
- CTS Recreación (chino: 华 视 休闲 频道) (en analógico y digital)
- CTS News (chino: 华 视 新闻 频道) (en Chunghwa Telecom MOD y en el canal 52 de la TV por cable)